# 馬丁安
馬丁安（ま ちょうあん、生没年不詳）は、百済の五経博士。『日本書紀』によると、百済から日本に派遣されていたが、欽明天皇十五年（554年)に日本から帰国。百済での官位は固徳。中国系の姓名であるため、百済に帰化していた中国人とみられるが、末松保和などの研究によると、中国南朝の梁の文化人である。

## 概要
『日本書紀』は、513年に百済は五経博士段楊爾を貢したが、3年後に段楊爾を帰国させ、かわって漢高安茂を貢し、554年に固徳馬丁安にかえ、易博士王道良、五経博士王柳貴、易博士王保孫、医博士王有㥄陀、採薬師潘量豊、固徳丁有陀を倭国に貢した（貢した＝「貢ぎ物を差し上げる」）と記録している。
前川明久は、馬丁安の貢上は「512年から513年に任那割譲によって領土を拡大した百済が大和朝廷に与えた代償」と指摘している。
一方、『日本書紀』に読まれる歴史構成を批判的に検討する文献学的な批判があり、継体欽明朝に五経博士が百済から交代派遣されたとする伝説伝承は、事実とは認め難いとする指摘もある。